# Hertha Firnberg

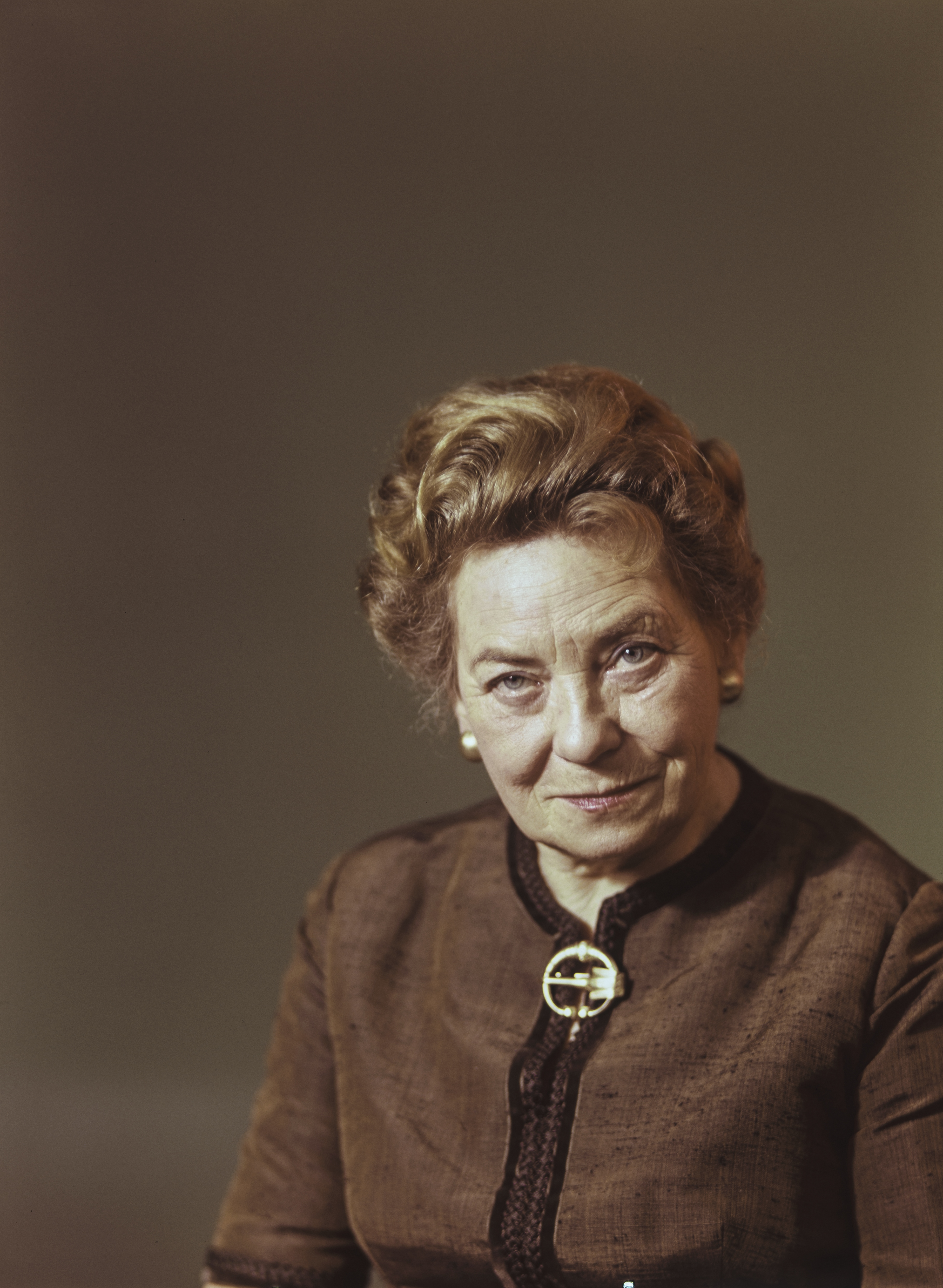
Hertha Firnberg, 1974

Hertha Firnberg (* 18. September 1909 in Wien, Österreich-Ungarn; † 14. Februar 1994 in Wien) war eine österreichische Politikerin und die erste sozialdemokratische Ministerin Österreichs.

## Die jungen Jahre
Hertha Firnberg wurde am 18. September 1909 als älteste Tochter von Anna, geb. Schamanek, und Josef Firnberg im bürgerlichen 18. Wiener Gemeindebezirk, Währing, geboren. Später übersiedelte die Familie nach Niederrußbach in Niederösterreich, wo der Vater als Gemeindearzt tätig war. Die Mutter hatte nach Herthas Geburt ihre Berufstätigkeit als Beamtin aufgegeben und gebar danach noch zwei Brüder Herthas und eine Schwester, Trude.
Nach der Volksschule besuchte Hertha die Mittelschule in der Kalvarienberggasse im 17. Wiener Bezirk Hernals, an der Alfred Adler 1888 maturiert hatte, und schloss sich dort 1926 dem Verband Sozialistischer Mittelschüler (VSM) an, in dem sie bald stellvertretende Vorsitzende wurde. Als Studentin an der Universität Wien war sie Mitglied des Verbandes Sozialistischer Studenten (VSSt) und trat 1928 der Sozialdemokratischen Arbeiterpartei, der führenden Partei des „Roten Wien“, bei. Gemeinsam mit ihrer Schwester bezog sie ein kleines Siedlungshaus im 10. Bezirk, Favoriten, einem typischen Arbeiterbezirk. Trude führte in dem Haus eine Leihbücherei.
Nach zwei Semestern Jus wechselte sie zur Wirtschafts- und Sozialgeschichte. Im Jahre 1930 studierte sie kurze Zeit an der Universität Freiburg im Breisgau. Im Österreichischen Bürgerkrieg wurde im Februar 1934 die politische Richtung, der sie angehörte, von der Ständestaatsdiktatur verboten. Sie promovierte 1936 bei Alfons Dopsch in Wien mit einer Dissertation mit dem Titel Lohnarbeiter und freie Lohnarbeit im Mittelalter und zu Beginn der Neuzeit: Ein Beitrag zur Geschichte der agrarischen Lohnarbeit in Deutschland. zur Doktorin der Philosophie. Das 1935 von Dopsch gedruckt herausgegebene Werk weist sie als „Hertha Hon-Firnberg“ aus; sie war vor dem Zweiten Weltkrieg zweimal kurz verheiratet, beide Ehen wurden geschieden.
Als überzeugte Sozialdemokratin konnte Firnberg weder im Ständestaat noch in der 1938 folgenden NS-Diktatur mit beruflicher Karriere als Sozialforscherin rechnen. In den ersten Jahren verdiente sie ihr Brot mit Nachhilfestunden und als freie Wirtschaftsjournalistin. Von 1941 bis 1945 arbeitete sie für Chic Parisienne, einen führenden Modeverlag, erlernte Buchhaltung und Betriebsführung und erlangte schließlich die Prokura.

## 1945 bis 1959
Nach dem Kriegsende erhielt Hertha Firnberg an der Universität Wien eine Stelle als Bibliothekarin und Assistentin. Nebenbei machte sie sich mit den Methoden der Statistik und Empirie und deren Anwendung auf das Wirtschafts- und Sozialgeschehen vertraut. Zusätzlich war sie halbtags in einem Büro für Werbung und Statistik tätig. Als sie 1948 in der niederösterreichischen Arbeiterkammer als Angestellte begann, befand sich diese erst im Wiederaufbau nach dem Krieg. Firnberg wurde dann leitende Sekretärin, Abteilungsleiterin für Statistik und Leiterin der Studienbibliothek.

## Politische Karriere

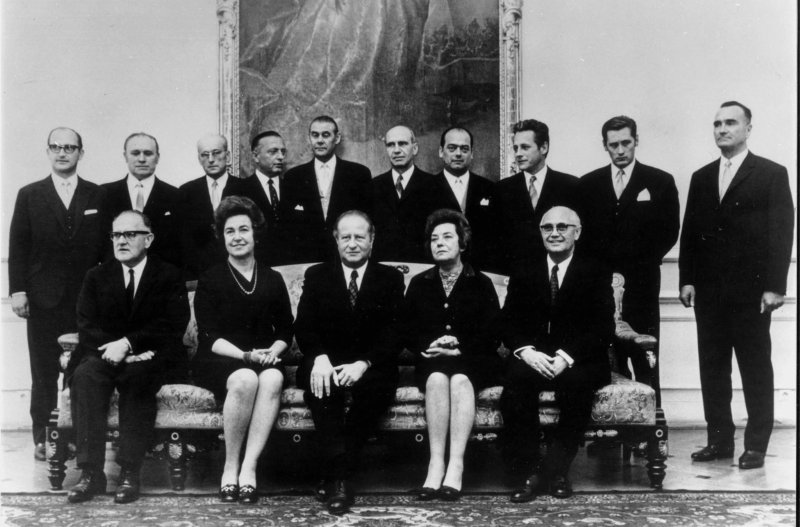
Hertha Firnberg (rechts neben Bruno Kreisky) in der Bundesregierung Kreisky I, 1970

Firnberg war 1959–1963 für Wien Mitglied des Bundesrats und 1963–1983 Abgeordnete zum Nationalrat. 1967 folgte sie Rosa Jochmann als Vorsitzende der sozialistischen Frauen nach und hatte diese Position bis 1981 inne. Ihre politische Heimat war die SPÖ-Bezirksorganisation im klassischen Wiener Arbeiterbezirk Favoriten.
Sie hatte im Nationalrat Funktionen im Finanz-, im Unterrichts- und im Justizausschuss sowie als zweite Obfrau des außenpolitischen Ausschusses, als Sprecherin der sozialistischen Fraktion in Bildungs-, Wissenschafts- und Forschungsangelegenheiten und für Fragen der Rechtsreform, speziell des Familienrechts.
Von 1959 bis 1970 war sie weiters Mitglied der österreichischen Delegation zur damals so genannten Beratenden Versammlung des Europarates, Vizepräsidentin von deren Kommission für Flüchtlings- und Bevölkerungsfragen und Mitglied des Asylbeirates im Innenministerium.
Als Bruno Kreisky 1970 sein erstes Kabinett bildete, wurde Firnberg zunächst zur Ministerin ohne Portefeuille bestellt, aber mit dem Auftrag, ein Bundesministerium für Wissenschaft und Forschung zu gründen. Das Ministerium wurde per Gesetz am 24. Juli 1970 gegründet und Firnberg zur ersten Wissenschaftsministerin Österreichs berufen. Sie war nach Grete Rehor erst die zweite Ministerin in der Geschichte Österreichs. In ihre Amtszeit als Ministerin (1970–1983) – sie gehörte auch den Bundesregierungen Kreisky II, Kreisky III und Kreisky IV an – fiel die Universitätsreform von 1975 (Universitätsorganisationsgesetz 1975).
Als Wissenschaftsministerin setzte sie sich als Vorstandsmitglied des Vereins für Geschichte der Arbeiterbewegung, als Vizepräsidentin der Ludwig Boltzmann Gesellschaft sowie als Kuratoriumsmitglied des Dokumentationsarchivs des österreichischen Widerstands auch für die Erforschung der Geschichte der Arbeiterbewegung ein.
Firnberg war auf Grund ihres intellektuellen Hintergrundes und ihres selbstbestimmten Auftretens fähig, ihre Vorstellungen auch gegenüber angesehenen Universitätsprofessoren durchzusetzen, obwohl damals Frauen in der Spitzenpolitik nur äußerst selten vertreten waren. Zu ihrem Erfolg trug wesentlich bei, dass sie vom fast gleich alten Bruno Kreisky, der wie sie Intellektualität schätzte, bei ihrer Universitätsreform volle Rückendeckung erhielt. 1979 wurde sie von der Stadt Wien zur ersten Ehrenbürgerin in der Geschichte der Stadt ernannt. Zu ihrem 100. Geburtstag wurde sie in der konservativen Wiener Tageszeitung Die Presse als Primadonna assoluta in Kreiskys Team bezeichnet.

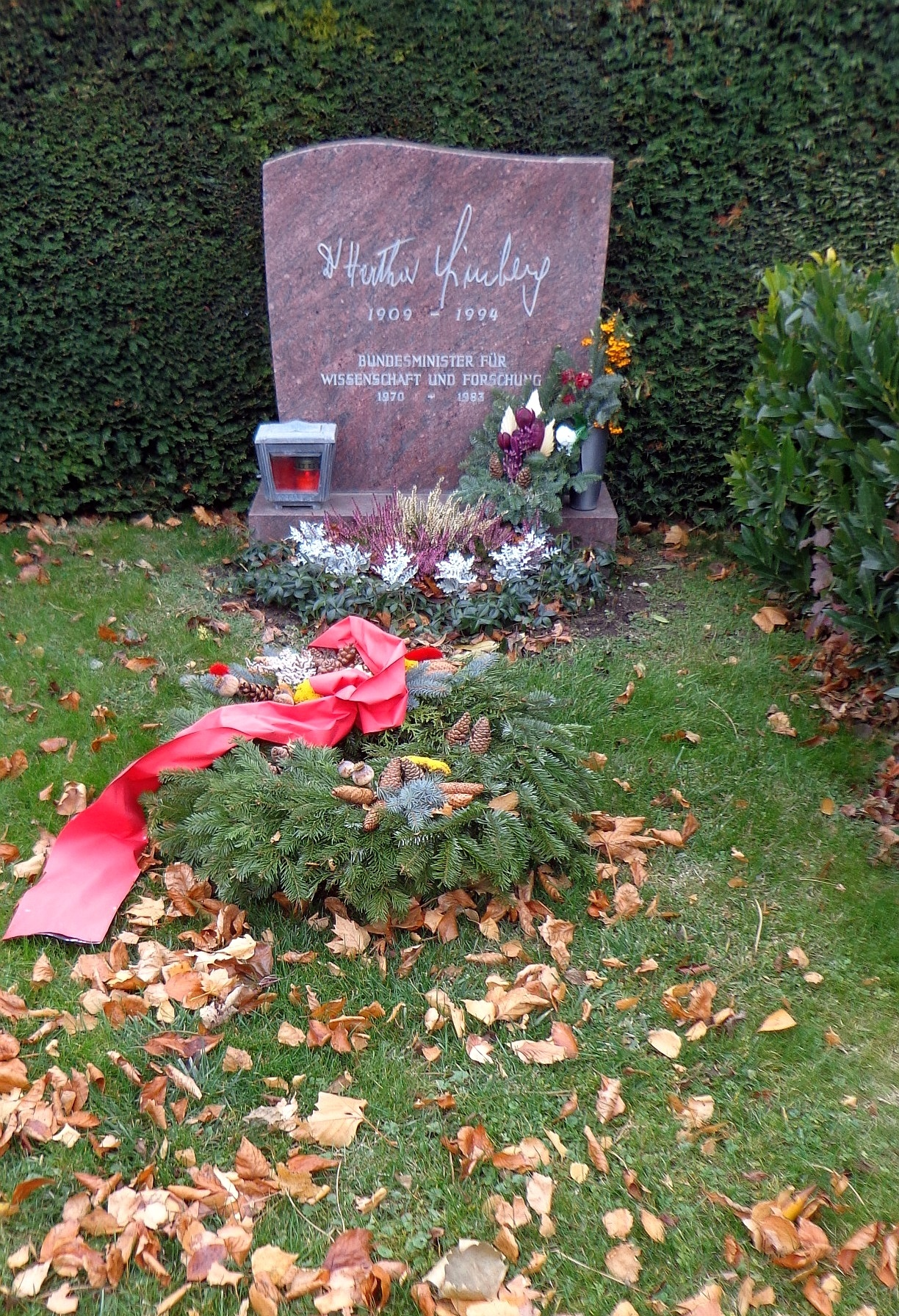
Wiener Zentralfriedhof – Ehrengrab von Hertha Firnberg

2014 wurde in der Artikelserie Heimat großer Töchter daran erinnert, Firnberg sei oft als „Dame“ beschrieben worden, nicht zuletzt, um einen besonders scharfen Kontrast zu anderen ihr nachgesagten Eigenschaften zu zeichnen. Hannes Androsch, damaliger Finanzminister, wolle etwa Anfang der 1970er Jahre mit „bewunderndem Amüsement“ eine „raffinierte bis brutale“ Taktikerin in Firnberg erkannt haben.
Als Kreisky 1983 nach dem Verlust der zwölf Jahre innegehabten absoluten SPÖ-Mehrheit zurücktrat, zog sich auch Firnberg, inzwischen 74 Jahre alt, aus der Politik zurück. Sie wohnte in ihren späten Jahren, betreut von ihrer Schwester, im ehemaligen Savoyschen Damenstift in der Johannesgasse in der Wiener Altstadt.
Sie ruht in einem Ehrengrab auf dem Wiener Zentralfriedhof (Gruppe 14 C, Nummer 1 B).

## Eigene Werke
Hertha Firnberg war selbst immer wieder publizistisch tätig. Ihre Arbeiten sind hier bibliografisch erfasst:
- Firnberg-Biografien. Universität Wien.
- Reinhard Müller: Die Arbeitslosen von Marienthal, 2009. Archiv für die Geschichte der Soziologie in Österreich, Karl-Franzens-Universität Graz.

## Auszeichnungen, Ehrungen
- 1969 Großes Silbernes Ehrenzeichen für Verdienste um die Republik Österreich[5]
- 1971 Großkreuz des Belgischen Kronenordens
- 1974 Verdienstorden II. Klasse der Volksrepublik Polen
- 1974 Großes Goldenes Ehrenzeichen am Bande für Verdienste um die Republik Österreich[6]
- 1975 Großes Goldenes Ehrenzeichen mit dem Stern für Verdienste um das Land Wien
- 1976 Großes Verdienstkreuz mit Stern und Schulterband des Verdienstordens der Bundesrepublik Deutschland
- 1976 Großkreuz des Verdienstordens des Großherzogtums Luxemburg
- 1976 Großkreuz des Verdienstordens der Italienischen Republik
- 1976 Bulgarischer Orden Kyrill und Method I. Klasse
- 1978 Ägyptischer Orden der Republik I. Klasse
- 1978 Großoffizierskreuz des Nationalordens des Löwen der Republik Senegal
- 1979 Großkreuz Pro Merito Melitensi des Souveränen Malteserordens
- 1979 Ehrensenatorin der Universität Graz
- 1979 Ehrenbürgerin der Stadt Wien (als erste Frau)
- 1980 Ehrendoktorin der Universität Klagenfurt
- 1985 Ehrensenatorin der Universität Salzburg
- Große Victor-Adler-Plakette der SPÖ
- Ehrendoktor der Wirtschaftsuniversität Wien[7]

In Wien wurden 2011 die Hertha Firnberg Schulen für Wirtschaft und Tourismus eröffnet sowie 2001 die Hertha-Firnberg-Straße in Wien-Favoriten und 2010 der Firnbergplatz in Wien-Donaustadt nach ihr benannt. Weiters wurde in Wiener Neustadt eine Hauptschule nach ihr benannt.

## Sonstiges
Hertha Firnberg war zweimal verheiratet: 1932–1942 und 1947–1949. Später war Ludwig Siegfried Rutschka († 1970) ihr Partner.
1981 kritisierte Thomas Bernhard in einem Text, der erst 2009 erschien, die Ministerin wegen ihres Verhaltens bei der Verleihung des 1972 an ihn ergangenen Grillparzer-Preises:
 „… die Ministerin schnarchte, wenn auch sehr leise […] die Ministerin … fragte mit unnachahmlicher Arroganz und Dummheit in der Stimme: ja, wo ist denn der Dichterling?“